# Focusgroep
De focusgroep is een kwalitatieve onderzoeksvorm waarbij een groep van mensen gevraagd wordt naar hun percepties, ideeën en meningen over een product, service, concept, advertentie of idee. De focusgroep wordt gebruikt om data te verzamelen voor wetenschappelijk onderzoek en voor marketing doeleinden.
In deze onderzoeksvorm voeren mensen een gesprek in een interactieve groupsetting omtrent een onderwerp, waarbij elke participant de kans krijgt om aan het woord te komen. Dit gesprek wordt geleid door een moderator. Zulke groepsgesprekken kunnen ook online plaats vinden. Een focusgroep bestaat gewoonlijk uit zes tot tien personen, afhankelijk van het aantal vragen, de duur van het gesprek en de geschatte antwoordtijd per respondent.
Deze specifieke onderzoekssetting leent er zich toe om mensen in een meer natuurlijk gesprekspatroon te bevragen dan bij een diepte-interview (face-to-face) het geval is. Daarnaast kan een focusgroep een therapeutische werking hebben, bijvoorbeeld wanneer mensen met een bepaalde ziekte met elkaar praten over welke problemen zij zoal ervaren.
Om met beoogd resultaat data te verzamelen is een focusgroep intern homogeen en extern heterogeen. Dit houdt in dat een groep bestaat uit mensen met dezelfde sociaal-demografische kenmerken, attitudes, en dergelijke. Mensen voelen zich minder belemmerd om vrijuit te spreken wanneer ze merken dat ze veel met elkaar gemeen hebben. Om valabele data van een ruimer spectrum van een onderzoekspopulatie te verkrijgen kan de onderzoeker verscheidene focusgroepen creëren. Elke (homogene) groep voert een eigen gesprek en is heterogeen ten opzichte van de andere groepen. De onderzoeker stelt in een cyclisch proces nieuwe focusgroepen op tot er geen nieuwe gegevens meer geproduceerd worden.

## Geschiedenis
De focusgroep werd in zijn huidige vorm voor het eerst toegepast door het Bureau of Applied Social Research, onder leiding van Robert K. Merton. De term zelf werd in het leven geroepen door psycholoog en marketingexpert Ernest Dichter.
Tijdens de Tweede Wereldoorlog werden focusgroepen gebruikt om de effectiviteit van propaganda na te gaan.